# ルートヴィヒ・ジーヴェルト
ルートヴィヒ・ゲオルク・ジーヴェルト（Ludwig Georg Siebert、1874年10月17日 - 1942年11月1日）は、ドイツの政治家。ナチス・ドイツ期のバイエルン州首相。

## 来歴

### 市長
ルートヴィヒスハーフェン・アム・ラインに機関車技師の息子として生まれる。マンハイムの高校を卒業し、1893年から1897年にかけてミュンヘンで法学を学んだ。1900年に司法試験に合格し、司法修習生としてフランケンタールで働いた後、バート・デュルクハイムやノイシュタット・アン・デア・ヴァインシュトラーセの裁判所で検察官を務めた。1905年からはフュルトの裁判所で勤務し、1907年からはリンダウで判事を務めた。
1908年にローテンブルク・オプ・デア・タウバー市長に就任し、バイエルン人民党に入党した。1919年にリンダウ市長に転任し、橋や公園・墓地の建設など公共事業政策に力を注いだ。
1931年1月に国家社会主義ドイツ労働者党（ナチ党）へ移籍した（党員番号356,673）。当時、バイエルン州の市長にナチ党員はいなかったが、ジーヴェルトの入党でナチ党はバイエルン州で初めてナチ党に所属する市長を手に入れた。1932年にバイエルン州議会議員に当選した。

### バイエルン州首相

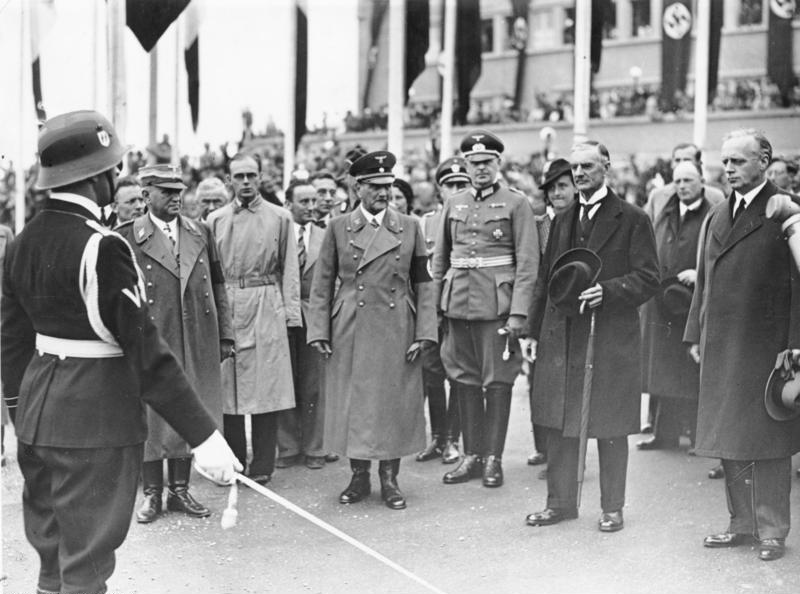
ミュンヘン会談を終え帰国するチェンバレン（右から2人目）を見送るリッベントロップ（右端）、エップ（中央）、ジーヴェルト（左から2人目）

ナチ党の権力掌握後の1933年3月9日にハインリヒ・ヘルトのバイエルン州政府がフランツ・フォン・エップにより解体された後、ジーヴェルトは3月16日に暫定財務大臣に就任し、4月12日に州首相に就任した。就任以降は、国家代理官に就任したエップの地位を狙い衝突を繰り返すようになる。1933年から1934年にかけて州経済大臣を務め、1936年に再任され、州教育大臣も兼務していた。
1933年からバイエルンの巨大採鉱会社の会長も務めており、11月9日には突撃隊に入隊し、1933年11月ドイツ国会選挙では24区（シュヴァーベン）から出馬し国会議員に当選した。1938年には突撃隊大将に昇進し、4月12日には黄金ナチ党員バッジを授与された。1939年からはドイツ・アカデミー総裁も務めた。
在任中に「ジーヴェルト計画」と呼ばれるバイエルン州の失業者対策の政策を実施したが、バイエルン州政府の資金が計画を実施するには不足していたことと、アドルフ・ヒトラーのドイツ中央政府の協力が得られなかったため、効果はほとんどなかった。1937年から1941年にかけて、ヒトラーの命令でバイエルンにある城の復旧作業を監督した。
1942年にプリーン・アム・キームゼーで死去した。存命中にローテンブルク・オプ・デア・タウバー、アウクスブルク、シュパイアーから名誉市民号を付与されたが、第二次世界大戦後に剥奪されている。

## 家族
- 弟のフリードリヒ・マクシミリアン・ジーヴェルト（英語版）はドイツ国防軍で陸軍歩兵大将まで昇進している。
- 息子のフリードリヒ・ヴィルヘルム・ジーヴェルト（ドイツ語版）は親衛隊に入隊し、パウル・ギースラーの下でミュンヘン＝オーバーバイエルン副大管区指導者を務めた[10]。